# Maraq
Maraq (persiska: مَرغ, مَرَّه, مَرق, مَرَّق, مرق) är en ort i Iran.   Den ligger i provinsen Markazi, i den nordvästra delen av landet, 160 km sydväst om huvudstaden Teheran. Maraq ligger 1 622 meter över havet och antalet invånare är 237.
Terrängen runt Maraq är huvudsakligen kuperad, men söderut är den bergig. Runt Maraq är det ganska glesbefolkat, med 24 invånare per kvadratkilometer. Närmaste större samhälle är Kohlū-ye Pā'īn, 17,6 km väster om Maraq. Trakten runt Maraq består i huvudsak av gräsmarker.